# Hans Joachim Iwand
Hans Joachim Iwand (11. července 1899, Schreibendorf, Kladsko – 2. května 1960, Bonn) byl německý luterský duchovní a teolog.
Připojil se k Vyznavačské církvi, kladoucí odpor nacistickému režimu v Německu. Bylo mu proto znemožněno vyučování na vysoké škole a v roce 1938 byl krátce vězněn. Iwand byl významně ovlivněn Karlem Barthem, s nímž sepsal roku 1947 tzv. Darmstadtské prohlášení (Darmstädter Wort).
Byl aktivní při zakládání Křesťanské mírové konference. Roku 1960 mu byl udělen čestný doktorát Univerzity Karlovy v Praze.